# Rolls-Royce 100 EX
Der Rolls-Royce 100 EX ist ein Konzeptfahrzeug, das Rolls-Royce 2004 baute. EX steht dabei für EXperimentelles Modell. 

## Beschreibung
Der Wagen hatte:
- einen V16-Motor mit 9,0 l Hubraum

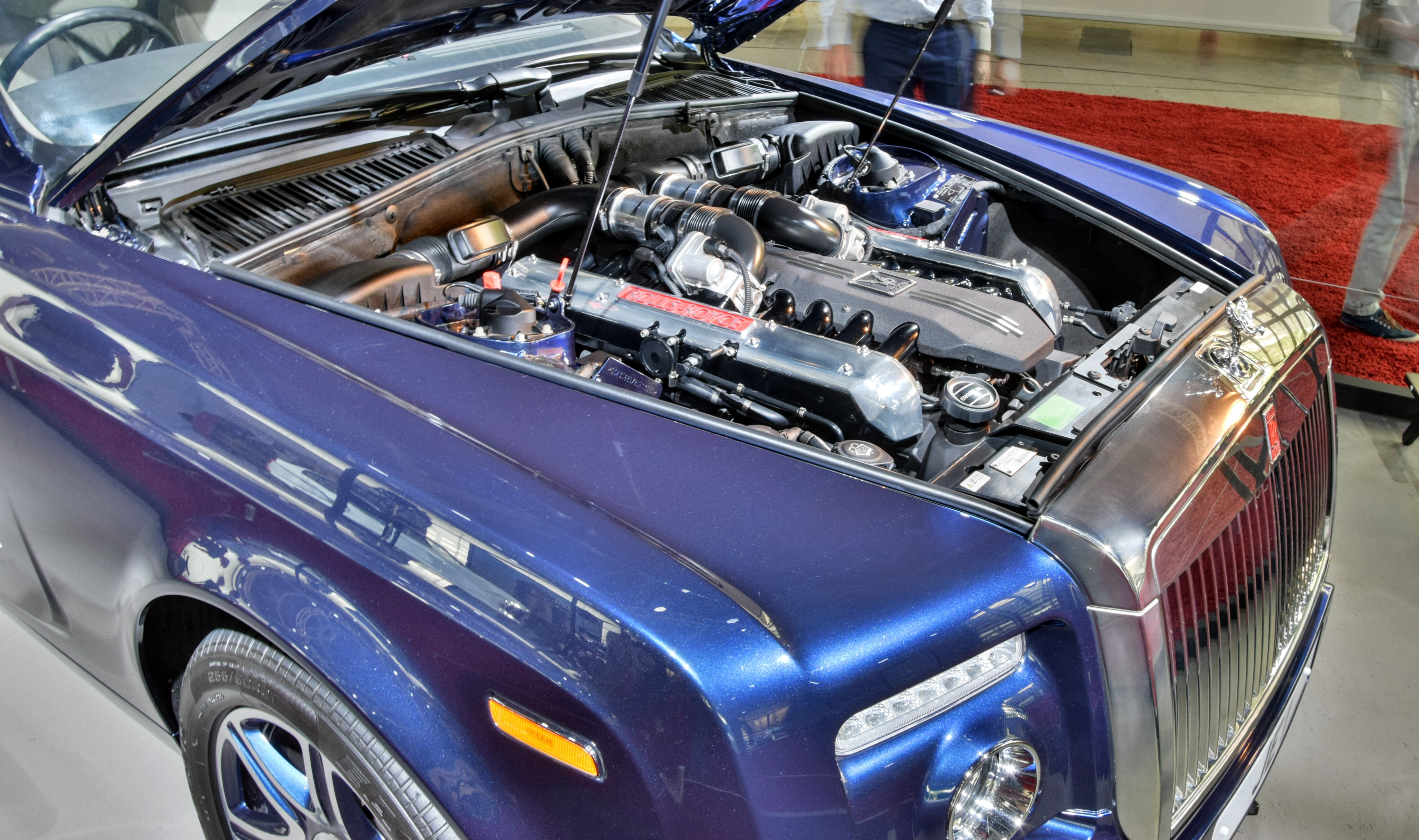
Motorraum des 101 EX

- ein sechsstufiges Automatikgetriebe
- Maße: Länge: 5669 mm, Breite: 1990 mm, Höhe 1561 mm

Der Wagen wurde zur Feier des 100. Jahrestages des Treffens zwischen dem Geschäftsmann Charles Rolls und dem Ingenieur Henry Royce gebaut. Die Daten des Wagens sprechen für sich selbst, jedoch kann die Tatsache, dass der Spirit of Ecstasy aus massivem Silber 2,1 m vom Fahrer entfernt montiert ist, einen Eindruck der tatsächlichen Ausmaße dieses Wagens vermitteln. Der Hersteller äußerte sich nicht über die Motorleistung, aber die Fachpresse schätzte sie auf ca. 700 bhp (515 kW) und das Drehmoment auf 950 Nm. Rolls-Royce ließ zwar verlautbaren, dass dieses Konzeptfahrtzeug niemals in Serie hergestellt werden sollte, aber offensichtlich änderte der Hersteller seine Meinung, da im Januar 2007 das ähnlich aussehende Phantom Drophead Coupé erschien.

## Rolls-Royce 101 EX
2006 wurde der Rolls-Royce 101 EX, ein GT-Coupé-Prototyp auf Basis des 100 EX auf dem Genfer Auto-Salon gezeigt. Der 101 EX hatte den gleichen Aluminium-Rahmen wie der Rolls-Royce Phantom VII, allerdings in einer verkürzten Version. Der Wagen war 241 mm kürzer als die Phantom-Limousine und hatte eine niedrigere Dachlinie. Auch hatte er den Motor des Phantom, ein 6,75 l-V12. Die Serienversion dieses Konzeptfahrzeuges, das Phantom Coupé debütierte auf dem Genfer Auto-Salon 2008.
Der 101 EX erschien in einer Episode des britischen TV-Automagazins Top Gear, wo ihn Jeremy Clarkson wegen seines beleuchteten Dachhimmels als „Rolls-Royce Vulgarsonic“ apostrophierte.